# ТЕС Ахлон (ITS)
16°46′39″ пн. ш. 96°7′47″ сх. д. / 16.77750° пн. ш. 96.12972° сх. д.
ТЕС Ахлон (ITS) – теплова електростанція в головному економічному центрі М’янми місті Янгоні, проект спорудження якої реалізували китайські компанії ITS, China Energy Engineering Group Hunan Electric Power Design Institute та Shenzhen Shennan Power Gas Turbine Engineering Technique.
В 2020 році на майданчику станції став до ладу парогазовий блок комбінованого циклу потужністю 183 МВт (фактична проектна потужність 152 МВт), в якому одна газова газові турбіна  живить через котел-утилізатор одну парову турбіну. Раніше це обладнання працювало на одній з китайських електростанцій, проте було демонтоване та перевезене у М’янму.
Як паливо станція використовує природний газ, що може надходити до Янгону по трубопроводах Ядана – Янгон, Канбаук – Янгон та А'пяук – Янгон.
Можливо відзначити, що електростанція Ахлон компанії ITS розташована біч-о-біч з майданчиками, на яких працюють державна ТЕС Ахлон та ТЕС Ахлон від компанії Toyo Thai Power.